# Doi feți cu stea în frunte
Doi feți cu stea în frunte este un basm românesc scris de Ioan Slavici și publicat pentru prima dată în revista Convorbiri literare în octombrie 1874.
Este unul dintre cele mai importante basme românești, ajungând să aibă adaptări în Anglia, Ungaria, Germania și Belarus. Basmul a ajuns în revista saxonă Rumänische Märchen (Basme românești). Scriitorul scoțian Andrew Lang o va publica în culegerea sa Basmele lui Lang.

## Poveste
Un păcurar avea trei fete, Ana, Stana și Lăptița. Cea mai tânără era cea mai frumoasă. Într-o zi, împăratul trecea cu însoțitorii. Fiica cea mai mare a spus că, dacă se va căsători cu ea, îi va coace o pâine care îl va face tânăr și viteaz pentru totdeauna; a doua a spus că, dacă se va căsători cu ea, îi va face o cămașă care îl va proteja în orice luptă, chiar și cu un balaur, și împotriva căldurii și a apei; cea mai tânără a spus că îi va naște fii gemeni cu stele pe frunte. Împăratul s-a căsătorit cu cea mai tânără, iar doi dintre prietenii săi s-au căsătorit cu celelalte două.
Mama vitregă a împăratului a vrut ca acesta să se căsătorească cu fiica ei, și de aceea a urât-o pe noua lui soție. Și-a pus fratele să declare război împotriva lui, pentru a-l îndepărta de ea, iar când împărăteasa a născut în absența lui, i-a ucis și îngropat pe gemeni într-un colț al grădinii și a pus căței în locul lor. Împăratul și-a pedepsit soția pentru a arăta ce se întâmplă cu cei care l-au înșelat pe împărat.

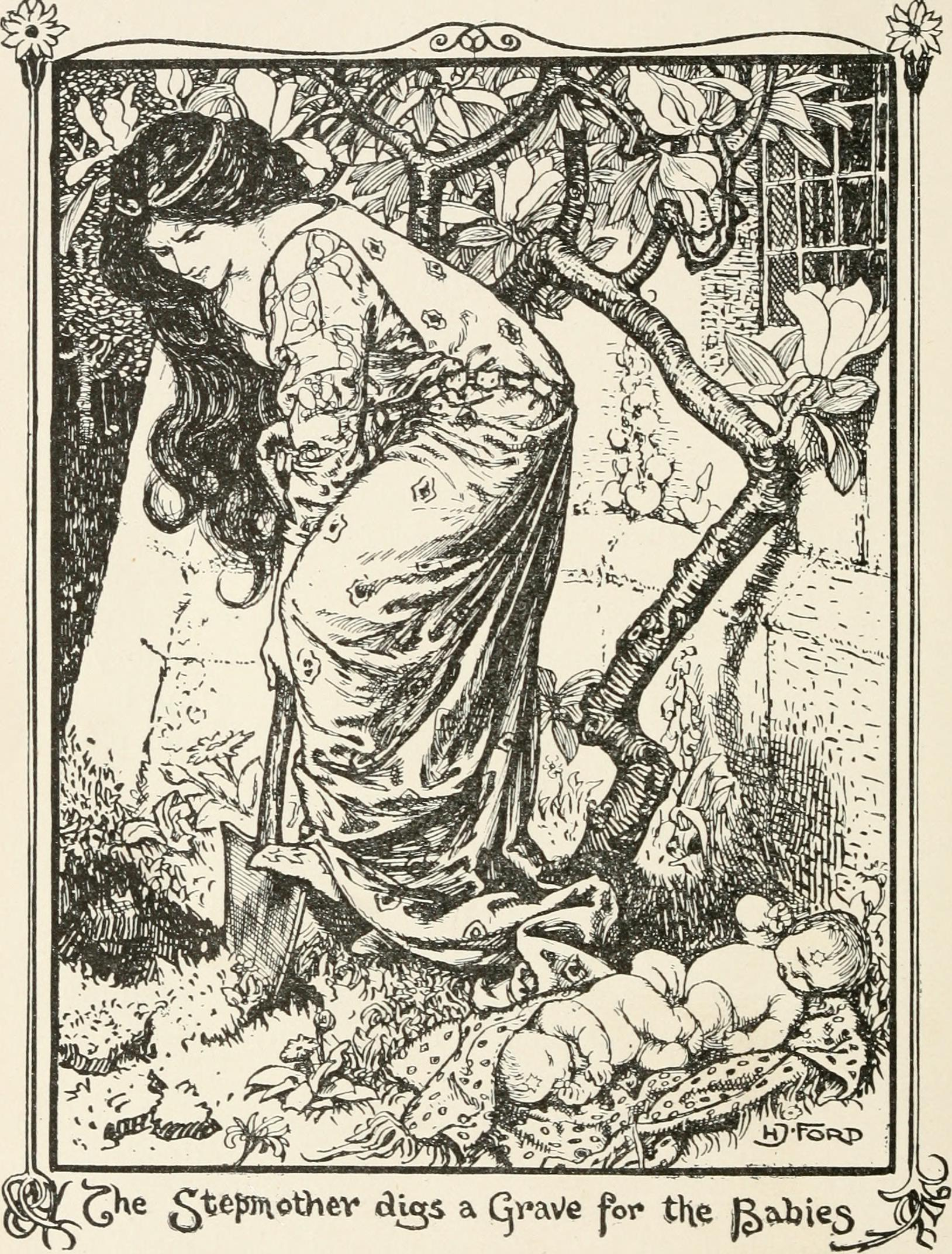
Vitrega îngroapă gemenii sub fereastra tatălui lor.
Ilustrație de Henry Justice Ford</Br>

Din mormânt au crescut doi plopi. Mama vitregă a vrut să-i taie, dar împăratul i-a interzis. În cele din urmă, l-a convins, cu condiția să i se facă paturi din lemn, unul pentru el și unul pentru ea. În timpul nopții, paturile au început să vorbească între ele. Mama vitregă a pus să se facă două paturi noi și le-a ars pe cele originale. În timp ce acestea ardeau, cele mai strălucitoare două scântei au zburat și au căzut în râu. Ele s-au transformat în doi peștișori de aur. Când pescarii i-au prins, au vrut să-i ducă vii la împărat. Peștii le-au spus să îi lase în schimb să înoate în rouă, iar apoi să îi usuce la soare. Când au făcut acest lucru, peștii s-au transformat din nou în copii, maturizându-se în câteva zile.
Purtând căciuli din piele de miel care le acopereau părul și stelele, s-au dus la castelul tatălui lor și au intrat cu forța. În ciuda refuzului lor de a-și da jos căciulile, împăratul le-a ascultat povestea, abia apoi le-a scos căciulile. Împăratul și-a executat mama vitregă și și-a luat înapoi soția.

## Variante

### România
Scriitorul și folcloristul Cristea Sandu Timoc a considerat că aceste povești sunt tipic românești și aparțin tipului de poveste AaTh 707C*. De asemenea, el a raportat că „peste 70 de variante” ale acestui subtip erau „cunoscute” (1988).

### Moldova
Într-o variantă din Moldova, cea mai tânără fecioară promite că va da naștere la doi copii gemeni cu părul de aur. O vrăjitoare îi ia pe nou-născuții regali și încearcă să-i ucidă, punându-i sub copitele animalelor, pentru a fi călcați în picioare. Nu reușește, așa că recurge la îngroparea amândurora sub prispă. Băieții devin nuci, apoi miei, apoi rațe, apoi își recapătă forma umană.